# Jean Cavaillès
Jean Cavaillès [žán kavajé] (15. května 1903 Saint-Maixent – 17. února 1944 Arras) byl francouzský filosof a matematik, který se věnoval hlavně filosofii vědy. Za aktivní účast v protinacistickém odboji byl zatčen, mučen a zastřelen gestapem.

## Život
Narodil se v rodině důstojníka v malé obci asi 160 km JZ od Paříže, studoval s vynikajícím úspěchem v Bordeaux a na prestižním Lycée Louis-le-Grand v Paříži. Roku 1923 byl přijat jako první na École Normale Supérieure, kde studoval matematiku, řečtinu a filosofii a roku 1927 získal oprávnění vyučovat matematiku a filosofii. V letech 1929–1930 studoval se stipendiem Rockefellerovy nadace v Německu, na univerzitách v Berlíně, Göttingenu, Tübingenu se setkal s významnými vědci a ve Freiburgu poslouchal E. Husserla a M. Heideggera. Do roku 1935 přednášel filosofii a matematiku na École normale, 1938 promoval na pařížské Sorbonně prací o dějinách teorie množin a stal se profesorem na univerzitě ve Štrasburku, kde jeho kolegy byli členové skupiny Bourbaki.
Roku 1939 narukoval jako šifrovač do francouzské armády a roku 1940 byl zajat. Utekl do Belgie, odkud se dostal do Clermont-Ferrand, kam se uchýlila štrasburská universita. Roku 1941 založil s přáteli časopis Libération a byl jmenován profesorem logiky na Sorbonně. V dubnu 1942 byl pověřen organizací odboje v severní Francii a v Belgii, kde založil zpravodajské skupiny. V září 1942 byl zatčen francouzskou policií, ale v prosinci opět utekl, navštívil v Londýně generála de Gaulle a na jaře 1943 se vrátil do Paříže. Organizoval sabotáže v severní Francii a v srpnu byl zatčen gestapem. Po dlouhém mučení byl zastřelen v Arrasu.

## Vyznamenání
Byl vyznamenán Řádem osvobození, posmrtně Řádem čestné legie, Válečným křížem 1939–1945 a Řádem belgické koruny.

## Spisy
- Méthode axiomatique et formalisme (Axiomatická metoda a formalismus). Hermann, Paris 1938.
- Remarques sur la formation de la théorie abstraite des ensembles (Poznámky ke vzniku abstraktní teorie množin). Hermann, Paris 1938.
- Essais philosophiques (Filosofické eseje). Hermann, Paris 1939
- Sur la Logique et la théorie de la science (O logice a teorii vědy). PUF, Paris 1947 (německy: Zürich 2011)
- Jean Cavaillès, Œuvres complètes de philosophie des sciences (Sebrané spisy k filosofii vědy). Hermann, Paris 1994.

## Zajímavosti
V Melvillově filmu Armáda stínů (1969) byl tento filosof inspiací pro postavu jménem Luc Jardie, jak prozrazuje scéna téměř na konci filmu, kdy hlavní hrdina bere do ruky pět knih, napsaných Jardiem před válkou - všechny nesou tituly nejvýznamnějších prací Jeana Cavaillèse.
V roce 1969 bylo při École Normale Supérieure ustanoveno Centre Cavaillès, zaměřené na studium historie a filosofie vědy. Při alavnostním projevu při otevření centra pronesl filosof Georges Canguilhem tato slova: "Filosof a matematik jakoby napěchovaný výbušninami, s oslnivou smělostí a rozhodností prostou optimismu. Pokud toto není hrdina, kdo již?" ("Un philosophe mathématicien bourré d'explosifs, un lucide téméraire, un résolu sans optimisme. Si ce n'est pas un héros, qu'est-ce qu'un héros?")
Jeho tvář byla zahrnuta do souboru známek Héros de la Résistance, která na 23 známkách vydaných mezi lety 1957 a 1961 oslavovala významné postavy francouzského odboje.